# Radio City (musikalbum)
Radio City är ett musikalbum av Big Star som lanserades 1974 på Ardent Records, distribuerat av Stax Records. Det ses som ett viktigt verk inom powerpopen. Det spelades in i Memphis 1973. Albumet var ingen kommersiell framgång, och var dessutom svårt att få tag i då gruppens skivbolag hade svårt att både marknadsföra och distribuera skivan. Albumet blev dock hyllat av tidens musikkritiker, och dess goda rykte har växt med åren. Robert Christgau kallade albumet "lysande" och "beroendeframkallande" i sin recension. År 2003 blev albumet listat av Rolling Stone som #403 i listan The 500 Greatest Albums of All Time. Den mest kända låten från albumet får sägas vara "September Gurls" som senare spelats in både av The Searchers (albumet Love's Melodies 1981) och The Bangles (albumet Different Light 1986).
På albumets framsida har man fotografiet "The Red Ceiling" av William Eggleston.

## Låtlista
Sida 1
1. "O My Soul" (Alex Chilton) – 5:40 (mono, stereo-version aldrig utgiven)
2. "Life Is White" (Chilton, Andy Hummel) – 3:19
3. "Way Out West" (Hummel) – 2:50
4. "What's Going Ahn" (Chilton, Hummel) – 2:40
5. "You Get What You Deserve" (Chilton) – 3:08

Sida 2
1. "Mod Lang" (Chilton, Richard Rosebrough) – 2:45
2. "Back of a Car" (Chilton, Hummel) – 2:46
3. "Daisy Glaze" (Chilton, Hummel, Jody Stephens) – 3:49
4. "She's a Mover" (Chilton) – 3:12
5. "September Gurls" (Chilton) – 2:49
6. "Morpha Too" (Chilton) – 1:27
7. "I'm in Love with a Girl" (Chilton) – 1:48

## Medverkande
Big Star
- Alex Chilton – gitarr, sång
- Andy Hummel – basgitarr
- Jody Stephens – trummor, sång

Bidragande musiker
- Danny Jones – basgitarr (på "Mod Lang", "She's a Mover", "What's Going Ahn")
- Richard Rosebrough – trummor (på "Mod Lang", "She's a Mover", "What's Going Ahn")

Produktion
- John Fry – musikproducent, ljudtekniker
- Big Star – musikproducent
- William Eggleston – foto

## Cover-versioner
- 1981: The Searchers utgav låten "September Gurls" på albumet Love's Melodies i USA (Play For Today i Storbritannien).
- 1986: The Bangles utgav "September Gurls" på albumet Different Light.
- 1992: Gin Blossoms utgav låten "Back of a Car" på albumet New Miserable Experience.
- 2011: Chris Carrabba från Dashboard Confessional utgav låten "I'm in Love with a Girl" på albumet Covered in the Flood.
- 2015: Lucero utgav låten "I'm in Love with a Girl" på albumet All a Man Should Do.